# Supa Dupa Fly
Supa Dupa Fly è l'album in studio di debutto della rapper statunitense Missy Elliott, pubblicato il 15 luglio 1997 dalle etichette discografiche The Goldmind Inc. ed Elektra Records.

## Descrizione
L'album, con i vari singoli, è stato interamente prodotto da Timbaland. Inoltre vi sono i featuring dei Busta Rhymes, di Ginuwine, Lil' Kim, Aaliyah e il debutto di Nicole Wray.
Il critico musicale Garry Mulholland, sul suo libro "Fear of Music", in una classifica dei migliori album posiziona Supa Dupa Fly alla posizione numero 261.

### Singoli estratti
- The Rain (Supa Dupa Fly) - pubblicato il 3 luglio 1997
- Sock It 2 Me - pubblicato il 21 ottobre 1997
- Beep Me 911 - pubblicato il 23 marzo 1998
- Hit Em wit da Hee - pubblicato il 1º aprile 1998

## Tracce
1. Busta's Intro (feat. Busta Rhymes) – 1:53 (Trevor Smith)
2. Hit Em Wit Da Hee (feat. Lil' Kim) – 4:19 (Missy Elliott, Timbaland, Kimberly Jones,Alicia Richards)
3. Sock It 2 Me (feat. Da Brat) – 4:17 (Missy Elliott, Timbaland, William Hart, Thom Bell, Shawntae Harris)
4. The Rain (Supa Dupa Fly) – 4:11 (Missy Elliott, Timbaland, Ann Peebles, Bernard Miller, Don Bryant)
5. Beep Me 911 (feat. 702 & Magoo) – 4:57 (Missy Elliott, Timbaland, Melvin Barcliff)
6. They Don't Wanna Fuck Wit Me (feat. Timbaland) – 3:18 (Missy Elliott, Timbaland)
7. Pass da Blunt (feat. Timbaland) – 3:17 (Missy, Elliott, Timbaland, Jackie Mittoo, Lloyd Ferguson, Felix Headley Bennett, Huford Brown, Robbie LynLeroy Sibbles, Fitzroy Simpson)
8. Bite Our Style (Interlude) – 0:43 (Missy Elliott, Timbaland)
9. Friendly Skies (feat. Ginuwine) – 4:59 (Missy Elliott, Timbaland)
10. Best Friends (feat. Aaliyah) – 4:07 (Missy Elliott, Timbaland)
11. Don't Be Commin' (In My Face) – 4:11 (Missy Elliott, Timbaland)
12. Izzy Izzy Ahh – 3:54 (Missy Elliott, Timbaland)
13. Why You Hurt Me – 4:31 (Missy Elliott, Timbaland, Eddie Floyd)
14. I'm Talkin – 5:02 (Missy Elliott, Timbaland)
15. Getaway (feat. Space & Nicole Wray) – 4:25 (Missy Elliott, Timbaland, Tracey Selden, Lashone Siplin)
16. Busta's Outro (feat. Busta Rhymes) – 1:38 (Trevor Smith, Timbaland)
17. Missy's Finale – 0:24 (Missy Elliott)

Traccia aggiunta nella versione giapponese
1. Release The Tension – 4:15 (Missy Elliott, Timbaland)

## Classifiche
| Classifiche (1997) | Posizione massima |
| ------------------ | ----------------- |
| Nuova Zelanda      | 49                |
| Paesi Bassi        | 69                |
| Stati Uniti        | 3                 |